# Copa de la Liga
De Copa de la Liga is een nu opgeheven Spaanse voetbalcompetitie. Deze jaarlijks gehouden bekercompetitie ging in het seizoen 1982/1983 van start, maar werd in 1986 alweer afgeschaft.
De Copa de la Liga werd opgericht op aandringen van Josep Lluís Núñez, destijds clubpresident van FC Barcelona, die door middel van deze competitie nieuwe inkomsten wilde genereren op basis van de televisierechten die aan de Copa de la Liga gekoppeld waren. Aan de Copa de la Liga deden de eerste acht clubs uit de eindrangschikking van de Primera División mee. In deze competitie werd gespeeld volgens het knock-outsysteem, waarbij twee clubs aan elkaar worden gekoppeld en een thuis- en een uitwedstrijden spelen. De winnaar van het toernooi plaatste zich voor de UEFA Cup van het volgende seizoen. In 1986 kwamen de Spaanse clubs overeen de Copa de la Liga af te schaffen om zo de volle speelkalender enigszins te ontlasten.

## Winnaars
| Jaar | Winnaar         | Runner-Up       | Uitslagen finale |
| ---- | --------------- | --------------- | ---------------- |
| 1983 | FC Barcelona    | Real Madrid     | 2-2, 2-1         |
| 1984 | Real Valladolid | Atlético Madrid | 0-0, 3-0         |
| 1985 | Real Madrid     | Atlético Madrid | 2-3, 2-0         |
| 1986 | FC Barcelona    | Real Betis      | 0-1, 2-0         |

Primera División ·
Segunda División ·
Primera Federación ·
Segunda Federación ·
Tercera Federación ·
Spaans amateurvoetbal ·

Copa del Rey ·
Copa de la Liga ·
Supercopa de España · 
Primera División Femenina · 
Copa de la Reina

División de Honor de Futsal